# Барлт
Барлт (њем. Barlt) општина је у њемачкој савезној држави Шлезвиг-Холштајн. Једно је од 115 општинских средишта округа Дитмаршен. Према процјени из 2010. у општини је живјело 806 становника. Посједује регионалну шифру (AGS) 1051006.

## Географски и демографски подаци
Барлт се налази у савезној држави Шлезвиг-Холштајн у округу Дитмаршен. Општина се налази на надморској висини од 2 метра. Површина општине износи 22,9 km². У самом мјесту је, према процјени из 2010. године, живјело 806 становника. Просјечна густина становништва износи 35 становника/km².